# قانون مقابله با نقض حقوق بشر و اقدامات ماجراجویانه و تروریستی آمریکا در منطقه
قانون مقابله با نقض حقوق بشر و اقدامات ماجراجویانه و تروریستی آمریکا در منطقه در شهریور ۱۳۹۶ به تصویب مجلس شورای اسلامی ایران رسید. این قانون پاسخی به اقدام قانونگذاران آمریکا بود که طرح قانون مقابله با اقدامات بی‌ثبات ساز ایران را به تصویب رسانده بودند.

## ساختار
این قانون مشتمل بر بیست و هفت ماده و ده تبصره است که در نه بخش کلی تصویب شده‌است:
- بخش اول: کلیات
- بخش دوم: تعاریف
- بخش سوم: تعیین راهبرد
- بخش چهارم: حمایت آمریکا از تروریسم
- بخش پنجم: نقض حقوق بشر توسط آمریکا
- بخش ششم: مجازات‌ها و اقدامات متقابل
- بخش هفتم: مقابله با تحریم‌های اقتصادی آمریکا
- بخش هشتم: حمایت از شهروندان ایران
- بخش نهم: هماهنگی[۲]